# Yura (Giappone)
Yura (由良町, Yura-chō?) è una cittadina giapponese del distretto di Hidaka (Wakayama) nella prefettura di Wakayama in Giappone.